# Realavtal
Realavtal är avtal i främst den romerska rätten som tillkommer genom faktiskt handlande, snarare än en viljeförklaring. Begreppet är föråldrat i svensk rätt: det enda realavtal som ännu finns kvar är avtalet om internationell befordran med järnväg.[källa behövs] Motsatsbegreppet till realavtal är konsensualavtal.
Realavtal är en form av avtal, vilken endast blir giltigt när det fullgörs av ena partern. Ett exempel på realavtal är gåvoutfästelse. 
Från boken "Civilrätt" av Agell&Malmström:
"Någon enstaka gång kräver lagen att det sker ett överlämnande av en sak (tradition) för att ett löfte ska vara bindande. Detta kallas för realavtal. Ett exempel är saklån, som är en benefik rättshandling (9.5.2). Ett annat exempel är köp genom iläggande av pengar i en varuautomat."